# Administrativní dělení Guineje-Bissau
Guinea-Bissau se skládá z 8 regionů a 1 autonomního městského okruhu. Regiony se dále dělí do 37 sektorů.

## Bafatá
- Bafatá
- Bambadinca
- Contuboel
- Galomaro
- Gamamundo
- Xitole

## Biombo
- Prabis
- Quinhamel
- Safim

## Bolama
- Bolama
- Bubaque
- Caravela

## Cacheu
- Bigene
- Bula
- Cacheu
- Caio
- Canghungo
- Sao Domingos

## Gabú
- Boe
- Gabú
- Piche
- Pirada
- Sonaco

## Oio
- Bissora
- Farim
- Mansaba
- Mansoa
- Nhacra

## Quinara
- Buba
- Empada
- Fulacunda
- Tite

## Tombali
- Bedanda
- Cacine
- Catió
- Quebo